# Marco da Silva (Fußballspieler, 1992)
Marco da Silva (* 10. April 1992 in Compiègne) ist ein französisch-portugiesischer Fußballspieler.

## Karriere
In seiner Heimatstadt Compiègne begann da Silva als Sechsjähriger mit dem Fußballspielen. Mit 13 Jahren wurde er ins Ausbildungszentrum INF Clairefontaine nahe Paris, auch bekannt als INF Clairefontaine, aufgenommen. Als 16-Jähriger wechselte der junge Spieler in die Jugend des Profiklubs FC Valenciennes, bei dem er 2010 in die Reservemannschaft aufgenommen wurde. Später wurde er zum Kapitän der B-Mannschaft.
Da Silva, der im September 2010 erstmals bei einem Spiel der Erstligamannschaft auf der Bank gesessen hatte, debütierte für das Team in der höchsten französischen Spielklasse, als er am 16. Oktober 2011 beim 3:0 gegen den FC Sochaux in der 87. Minute eingewechselt wurde. Zwar lief er in der Spielzeit 2011/12 kein weiteres Mal in der ersten Liga auf, doch wurde er für die darauffolgende Saison trotzdem mit einem Profivertrag ausgestattet. Im Anschluss daran wurde der portugiesischstämmige Spieler weiterhin hauptsächlich in der zweiten Mannschaft eingesetzt und kam in seinem ersten kompletten Jahr bei den Profis nicht über zwei bestrittene Partien hinaus. Von 2013 an erhielt er dagegen öfter die Chance, Partien in der höchsten Spielklasse zu bestreiten.